# Loka Táttur
Loka Táttur o Lokka Táttur (racconto o þáttr di Loki) è una ballata proveniente dalle Isole Fær Øer (Corpus Carminum Færoensium 13D) che costituisce un raro esempio della persistenza nel folklore popolare delle divinità norrene. 
La ballata risale probabilmente al tardo Medioevo
L'uomo di Chiesa e botanico danese Hans Christian Lyngbye pubblicò la prima edizione di questa ballata e di altre nel 1822, usando una versione fonetica della lingua faroese con affiancata, sulla pagina a fronte, una traduzione in Danese. Una traduzione in prosa in lingua danese risale al 1851 nel Færöiske Kvæder da parte di Venceslaus Ulricus Hammershaimb.

## Vicende narrate
Nella ballata un contadino perde una scommessa con un Gigante (uno Jǫtunn della mitologia norrena), di nome Skrýmir, che perciò chiede in cambio di avere suo figlio. Il contadino chiede perciò aiuto prima ad Odino, poi a Hœnir ed infine a Loki. 
Odino fa crescere nel corso della notte un campo di grano, dove poi nasconde il figlio del contadino come un chicco in una spiga di grano. Il ragazzo però è preoccupato perché il Gigante con le sue mani enormi 'pettina' il campo e arriva quasi a prenderlo, allora il dio lo ritrasforma e riaffida al padre, affermando di aver compiuto la propria missione. 
Hœnir fa volare sette cigni sopra la baia, il ragazzo è stato trasformato in una piuma nel mezzo della testa di uno dei cigni; ma il Gigante afferra i cigni uno alla volta, torcendo loro il collo e inghiottendo le loro teste. Il ragazzo è ovviamente in apprensione e perciò il Dio lo richiama a sé e lo riporta al padre, affermando di aver compiuto la propria missione. 
Loki istruisce il contadino su come costruire una casa per le barche, con un'ampia apertura, su cui è fissata una lunga barra di ferro. Poi va alla spiaggia, dove la barca è ancorata e rema verso il mare aperto, lancia l'amo e pesca una grossa platessa; Loki trasforma il ragazzo in una delle uova nella pancia del pesce e poi lo ributta in mare.
Il gigante lo attende sulla riva, chiedendo a Loki dove è stato tutta la notte. Il dio racconta che ha avuto poco riposo, ha remato senza sosta sul mare, e lo invita ora ad andare a pescare assieme a lui. Il gigante accetta ed inizia a pescare una platessa alla volta. Quando acchiappa quella di colore nero, Loki gli chiede di consegnargliela, ma il gigante rifiuta. Anzi comincia a contare le uova nella sua pancia. Il ragazzo è preoccupato, perché il Gigante sta arrivando proprio a lui. Loki lo richiama a sé, facendolo sedere dietro di lui sulla barca, raccomandandogli di non farsi vedere dal gigante. Quando raggiungono la riva, saltano sulla spiaggia in maniera così leggera da non lasciare impronte sulla sabbia. Quando il gigante li vede, salta a sua volta sulla spiaggia, ma sprofonda nella sabbia, rallentando i propri movimenti.
Il ragazzo quindi corre più che può alla casa per le barche costruita dal padre, inseguito dal Gigante, che però entrando troppo velocemente si infilza da solo nella lunga barra di ferro. Loki gli taglia le gambe, che però ricrescono in fretta. Loki ripete il gesto, ma questa volta lancia sulle ferite sabbia, ramoscelli, pietrame, fermando la ricrescita. Nel frattempo il gigante muore dissanguato e perciò Loki torna dal padre raccontando di aver terminato la sua missione.
La ballata popolare mostra le tre stesse divinità Odino, Hœnir e Loki, presenti nella storia di Þjazi nella Edda in prosa, nell'introduzione al poema detta Reginsmál e anche nella ballata Islandese Huldar saga, che ha permesso di proporre una identificazione di Loki con Lóðurr, il quale appare assieme sempre a Odino e Hœnir in altre vicende. Bisogna inoltre notare quanto Loki sia una divinità benevola in questa storia, sebbene la sua astuzia e scaltrezza siano di nuovo sottolineate come al solito Alcuni studiosi compreso Hammershaimb, hanno evidenziato come sia stata suddivisa la sfera di influenza delle tre divinità: Odino che governa il cielo e la fertilità dei campi, Hœnir gli uccelli acquatici e Loki i pesci e la pesca, riflettendo la suddivisione dei compiti all'interno della società delle isole Faer Oer.
Lyngbye fa precedere la Loka Táttur con la Skrímsla (Corpus Carminum Færoensium 90C), che sembra raccontare la premessa della storia, con la scommessa tra il contadino e il gigante 